# 福州城

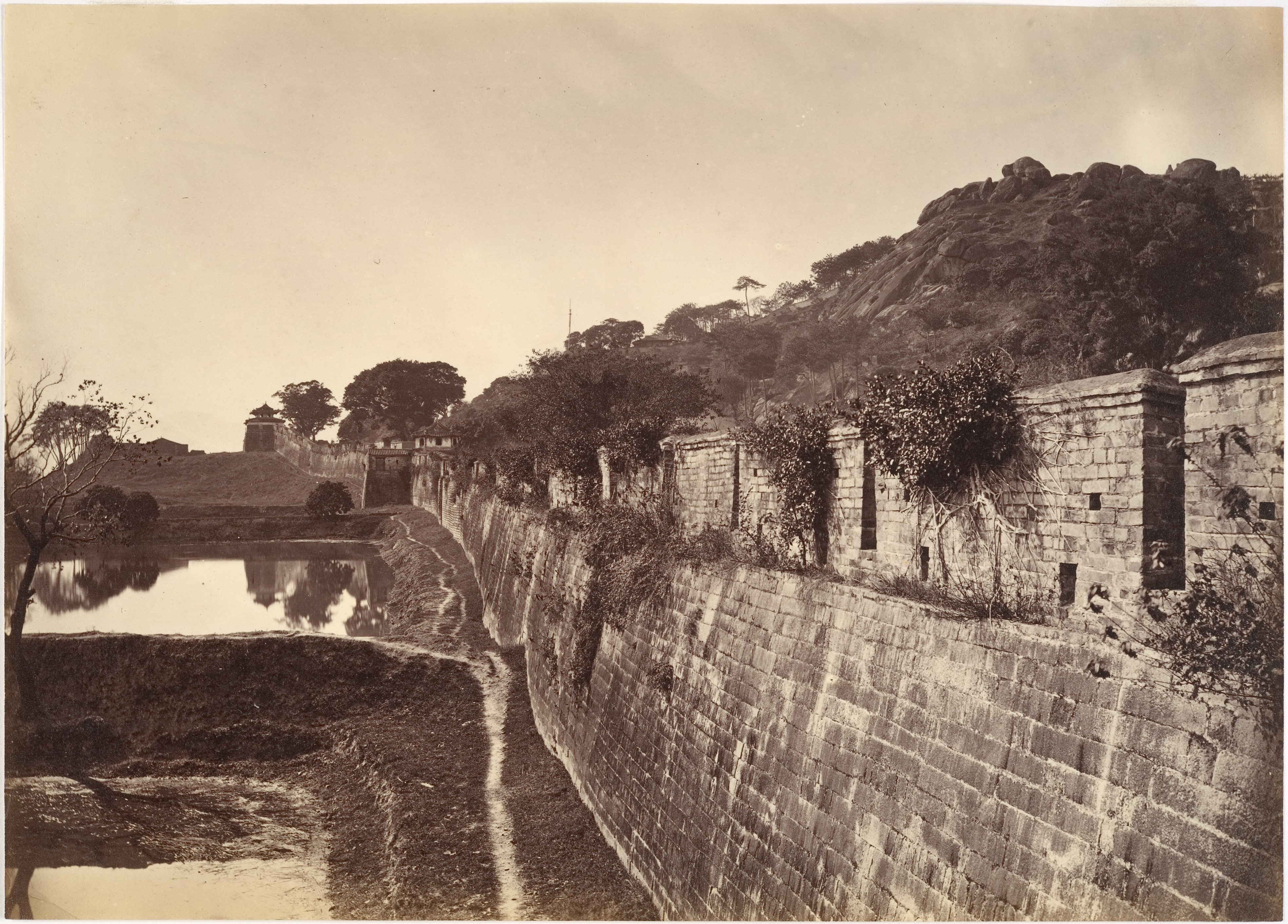
清末福州古城墙

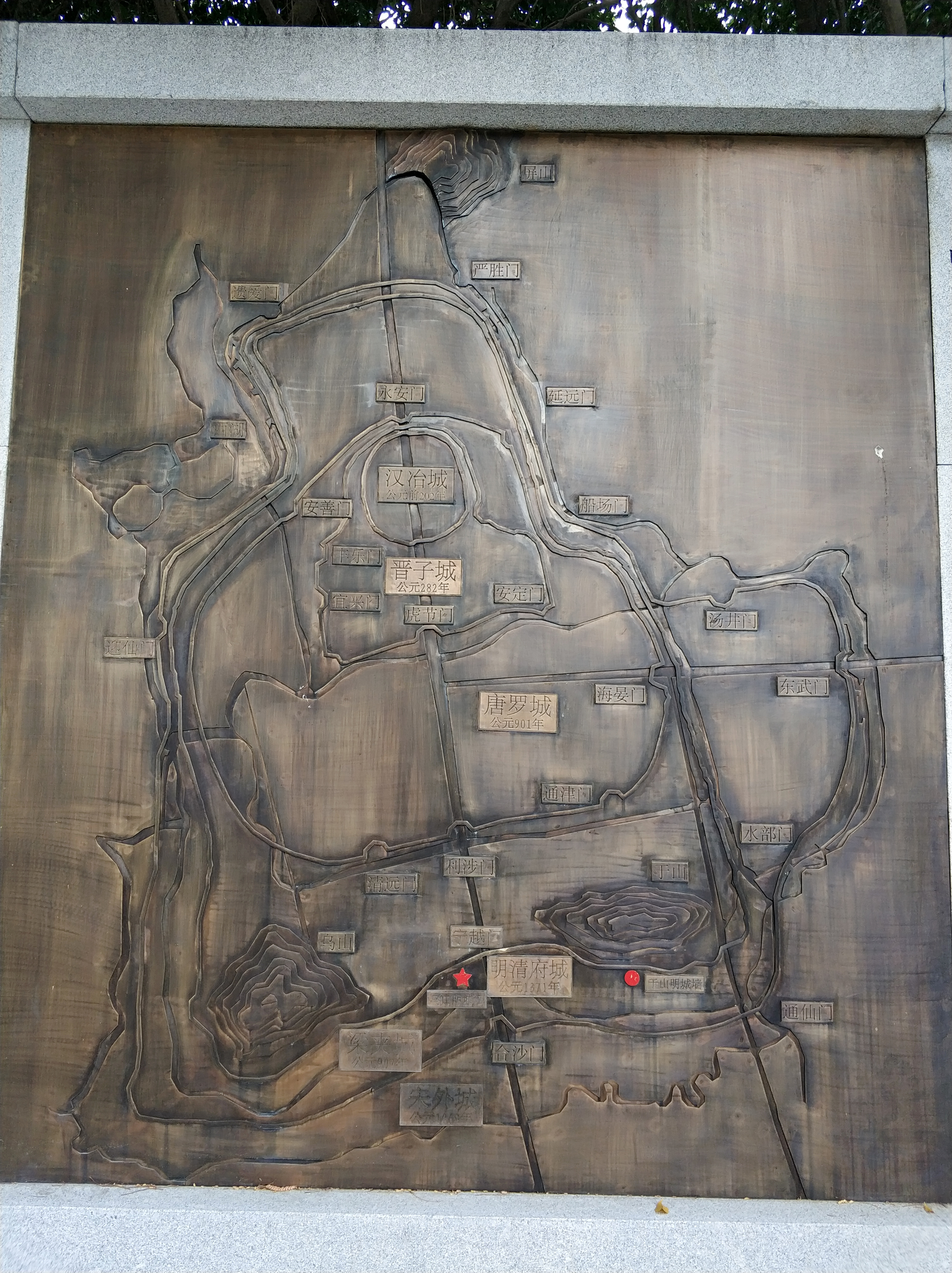
烏山明城牆遺址福州古城演變紀略圖

福州城（平話字：Hók-ciŭ siàng[福州話讀音]）是位於今中华人民共和国福建省福州市的城池建築，依照年代可以分為冶城、子城（建安郡城）、羅城、夾城（月城）、外城及福州府城。福州城是明朝的福建等處承宣布政使司及清朝的福建省的省會，以及福州府及其兩個附郭縣（闽县及侯官县）的治所。
福州城的歷史始於前202年，其時西漢高祖劉邦冊封無諸為閩越王，治理前秦閩中故地，無諸即於冶山周圍興建城池（冶城）作王都。子城是西晉武帝太康三年（282年）時建安太守嚴高在越王山（屏山）南麓所築的郡城，唐朝時有所增建。王審知執政時，分別於唐末昭宗天復年間在子城外環周圍築羅城，以及於後梁太祖開平元年（907年）築南北夾城。北宋太祖开宝七年（974年），福州刺史錢呈增築東南夾城。太宗太平兴国三年（978年），吳越「納土歸宋」，朝廷詔墮福州城。神宗熙宁二年（1069年），福州知州程師孟根據子城舊基重築福州城。度宗咸淳九年（1273年），為了防禦蒙古軍南下，南宋朝廷又築福州外城。景炎元年（1276年），宋端宗在福州稱帝，升福州為福安府，城池又有所加固。元滅南宋後，再詔墮福州城。明太祖洪武四年（1371年），駙馬都尉王恭在夾城和外城的舊基上重築福州城。辛亥革命後，福州城陸續拆毀殆盡。
福州城是位於今鼓樓區南後街的「三坊七巷」及城內「三山两塔」的發源地。由於宋朝時福州城内廣植榕樹，「綠蔭滿城，暑不張蓋」，使福州城以及今日的福州也有「榕城」之稱。

## 歷史

### 冶城

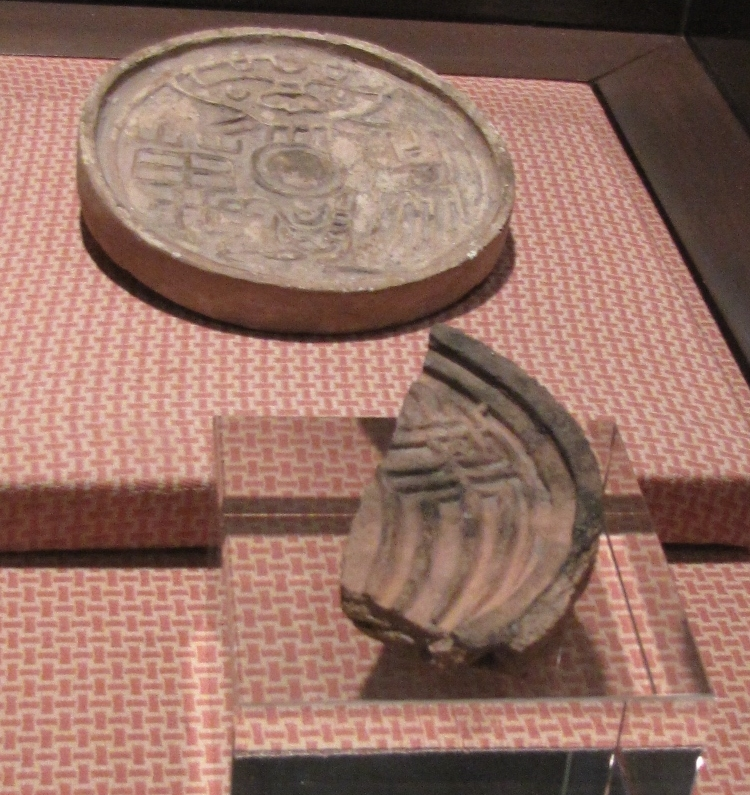
福州冶山出土的閩越國宮殿的瓦當，被作為福州是冶城所在地的證據

漢高祖劉邦統一全國後，於前202年封無諸為“閩越王”。無諸即於冶山周圍興建城池作為王都。因城池位於冶山，故名“冶城”。居住於城裏的人主要王族官吏和士兵。由於西周以後，封建制度對諸侯王都的面積有所限制，大者不超過三百雉（即周圍超過九百丈），以及福州城區陸地的形成，都是從北向南發展，因此當時除越王山、冶山一帶有小片丘陵外，許多地方都是沙洲。漢時冶城之南，是水沒地區，因而城池的面積不大。
冶城城基無從實地查考，其舊址後來闢為球場。1994年出版的《福州市城鄉建設志》估計冶城故址在諸鼓嶺以南，城隍庙以北，即鼓屏路福建省財政廳、商業廳、華林路和錢塘巷一帶。2008年，有福州市民在拆遷中的湖東路公正新村（公正農民新村）工地發現一段高約4米、長約150米的城牆遺址，當時福州民俗史研究者齊上志稱其應是冶城城牆遺址。

### 子城
在三國以前，北方的漢族人民就已漸向福建遷移。由於人口增加，加上經濟發展，原有單一的建安郡已經不適應社會生產。又因為原有的冶城地勢不平，時任建安太守嚴高遂在西晉武帝太康三年（282年）決定遷城，在越王山（屏山）南麓建子城，作為建安郡城。
唐中和年間，福州一帶經濟繁榮，人口大增，時任福建觀察使鄭鎰再在東南隅進行拓修，北至今鼓屏路小阜，南至今八一七路虎節路口，東至今湖東路麗文坊口，西至今鼓西路渡雞口。福州西湖和東湖即因是次擴城取土而形成。拓建後的子城的面積比舊城更大，城內官衙鼎立，郡衙在北居中，北靠城邊，南設儀門，門在今鼓屏路湖東路口。
子城設有六個城門（列表如下），城門外均有護城河。
| 子城城門 | 子城城門 | 子城城門 | 子城城門 | 子城城門 | 子城城門 | 子城城門 |
| -------- | -------- | -------- | -------- | -------- | -------- | -------- |
| 位置     | 南門     | 東南門   | 東門     | 西門     | 西內門   | 西南門   |
| 城門名   | 虎節門   | 安定門   | 康泰門   | 豐樂門   | 宜興門   | 清泰門   |

### 羅城
唐末昭宗天復年間，王審知在福州一帶執政，並出於“守地養民”的目的，在子城外圍興建羅城。羅城呈不規則圓弧形，東西寬約1.8公里，南北長約1.7公里，把子城包在羅城內。羅城北面將冶山圍入，成為全城制高點；南面以安泰河為限，將大航橋以南已經形成的居民區商業經濟區括入城內。福州遂有內外兩重城垣：內重是政治統治中心及貴族居住地，外重是平民居住區和商業經濟區。羅城的分區佈局以大航橋河為分界：政治中心與貴族居城北，平民居住區及商業經濟區居城南。自從羅城建成後，老百姓也可住到城裏。羅城強調中軸對稱：城北中軸大道兩側闢為衙署，而城南中軸兩邊則分段圍築高牆，這些居民區成為坊、巷之始，形成了今日的“三坊七巷”。
為了適應福州多雨、多颱風的氣候，羅城城牆全部用磚砌築，城磚都印有“威武軍式樣製造”的字樣，磚的大小“以開元尺為準，長一尺八寸，厚三寸”。羅城用這樣精緻的磚砌築，在當時全國是少見的。2012年，考古人員在文儒坊垃圾轉運站舊址的空地的地表之下發現了一段唐代城牆遺跡，該段城牆屬於羅城。
羅城設有八個城門（列表如下）。
| 羅城城門 | 羅城城門 | 羅城城門 | 羅城城門 | 羅城城門 | 羅城城門 | 羅城城門 | 羅城城門 | 羅城城門 |
| -------- | -------- | -------- | -------- | -------- | -------- | -------- | -------- | -------- |
| 位置     | 南門     | 東南門   | 東門     | 東北門   | 北門     | 西北門   | 西門     | 西南門   |
| 城門名   | 利涉門   | 通津門   | 海晏門   | 延遠門   | 永安門   | 安善門   | 善化門   | 清遠門   |

### 夾城
後梁太祖開平元年（907年），王審知又築南北夾城，將屏山的一部和烏山、于山三座山都圍入城內，人謂之“月城”。夾城北起屏山，南至南門兜，西至善化坊，東至東門。南北夾城建成，羅城的民居被分置在大街的兩旁，分段圍以高牆，稱為“坊”。後唐明宗天成元年（926年），王延翰自立為王，國號“大閩”，定都福州城。王延翰在城內修了許多宮殿，增加了福州城的聲色。

### 外城
王審知死後，福建連年戰爭不止，最後歸吳越統治。北宋太祖開寶七年（974年），福州刺史錢呈出於加強防禦的目的，增築東南夾城，即外城。外城設置了新的城門、樓閣、便門、敵樓與護城河。羅城、夾城與外城遂形成福州“三山兩塔”的城市空間格局：由南向北闕門重疊，七重高大城樓矗立於城市中軸線之間。太宗太平興國三年（978年），吳越「納土歸宋」，由於朝廷顧慮有反覆，朝廷詔墮福州城。
宋仁宗皇祐四年（1052年），朝廷命時任福州知州曹穎叔逐漸修復，自嚴勝門起先築150丈。神宗熙寧二年（1069年），為了適應工商業和防禦的需要，時任福州知州程師孟又增修西南隅之950丈牆城，擴至豐樂門止，費時2年4個月，後來城區又向西擴展到今鼓西路元帥廟河沿，新的西門取名“豐樂門”，並將都倉（今舊米倉）圍在城內，又在城上修建樓閣9座，同時疏浚護城壕，架橋12座；程師孟當時以“七重樓向青霄動”之語記述福州城之壯觀。度宗咸淳九年（1273年），蒙古軍南下進逼東南各省，南宋朝廷又築福州外城。景炎元年（1276年），宋端宗在福州稱帝，並升福州為福安府，城池又有所加固。不過在增築外城的詔令頒發6年後，南宋即告滅亡，故終宋之世，福州城不能盡復舊觀。元滅南宋後，以其堅固難破，害怕為起義軍據有，下令墮毀福州城。這是第二次毀掉福州城。

### 福州府城

#### 明朝

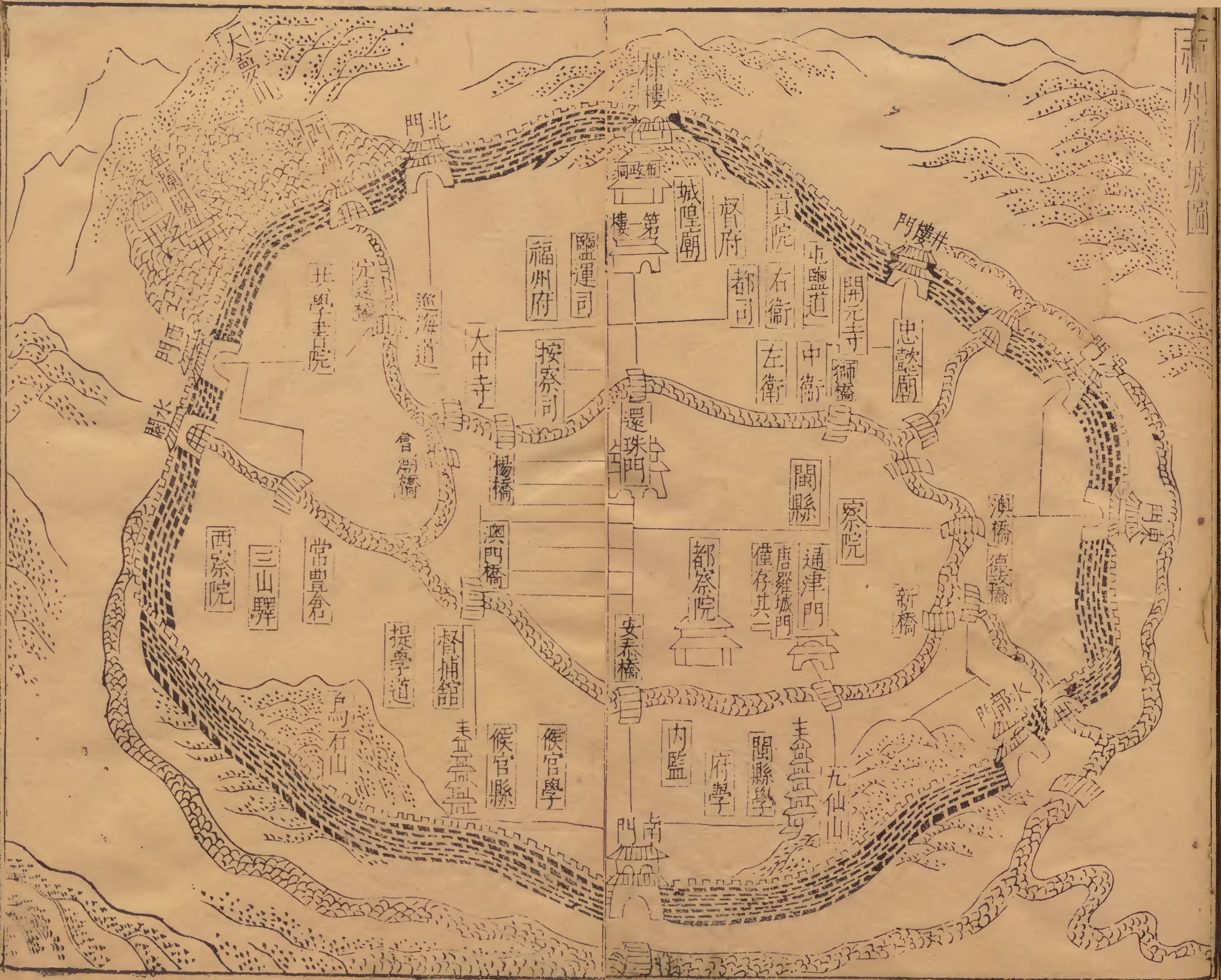
明代福州府城圖，引自《福州府志》（萬曆癸丑刊本）

元惠宗至正二十四年（1364年），時任福建行省平章陳友定為了抵抗明軍，又重築福州城，雖然並不堅固，但是為明清的福州府城打下了基礎。由於福州是省會，必須加強防禦，並顯示政府的威嚴，因此福州的城牆要高大，防禦工事要完備。明太祖洪武四年（1371年），駙馬都尉王恭在夾城和外城的舊基上，基於元代的基礎重建福州城，並「修砌以石」。重建時，王恭先在屏山巔修建一座作為各城門樓樣本的譙樓“樣樓”，從該樓中可望大海，故又名“鎮海樓”。洪武六年（1373年），福州府城又被重加修治，「並築樓櫓，周而覆之」。
福州府城周3349丈，高2丈1尺7寸，闊1丈7尺，共有7個城門（列表如下）、4個水關、62座敵樓、98個守宿之鋪（警鋪）、2684間戰屋，北跨屏山，南繞烏山和于山，東南面又有壕溝，從而成了後來抵禦海盜的一座堅固的城堡。福州府城上還建有數量眾多的堞樓和女牆。
| 福州府城城門 | 福州府城城門 | 福州府城城門 | 福州府城城門 | 福州府城城門 | 福州府城城門 | 福州府城城門 |
| ------------ | ------------ | ------------ | ------------ | ------------ | ------------ | ------------ |
| 東門         | 西門         | 南門         | 北門         | 水部門       | 湯門         | 井樓門       |

洪武九年，改福建等處行中書省為福建等處承宣布政使司，仍以福州府城為省會。洪武二十一年（1388年），又置福州衛、福州左衛、福州右衛，治所都在福州府城內。在明朝，福州府城不僅是福建地區的政治、軍事中心，而且文化、經濟也得到了很大的發展。福州府及其兩個附郭縣（閩縣及侯官縣）亦治福州府城，兩縣依城中的南北中軸線——宣政街與南街——分區治理。

#### 清朝

清代福州城牆

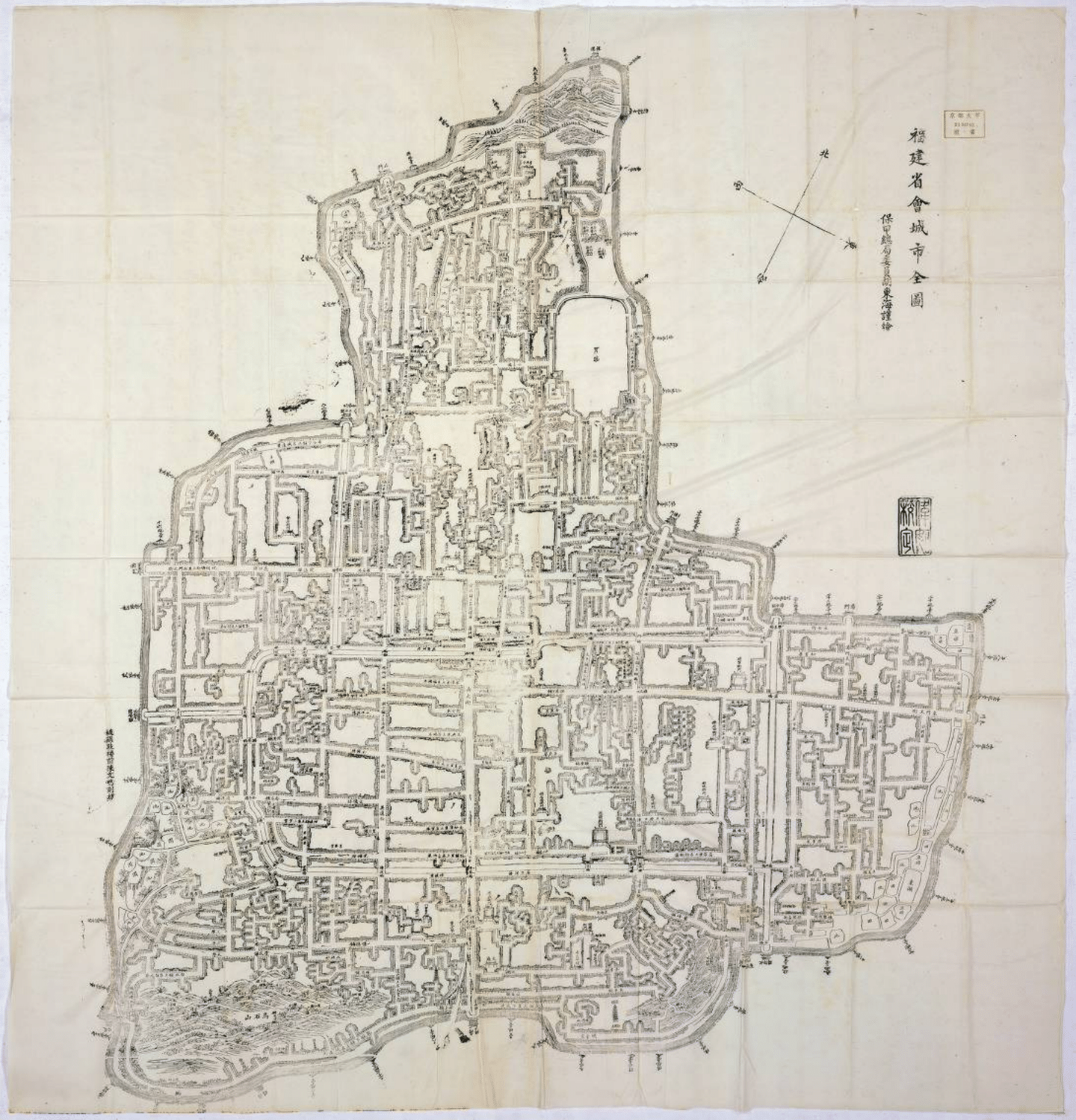
《福建省會城市全圖》（鼓樓前陳文鳴刻坊）

清朝繼續以福州府城為省會，並且不斷地加修城垣，福州府城愈益堅固。世祖顺治年間，時任浙閩總督李率泰又將城牆加高增厚，福州府城因此更加壯觀。清廷其後在福州府城內大興府學、縣學，擴充和興建鱉峰、鳳池、共學、越山等書院，發展手工業和商業。因此，福州的經濟文化比之明朝，又有一定的發展。綿延的福州府城也框定了福州城市空間的基本格局，此後直到中華民國大陸時期的拆城築路，才使福州府城這一封閉空間改變。根據《福建省會城市全圖》，沿着福州府城內南北主幹大街「宣政街」和「南大街」，分佈着布政使衙門、總督衙門、學政衙門、文廟、侯官學、侯官縣等機構，而沿着福州府城內東西走向的主幹大街「新街」，則分佈着按察使衙門、鹽道衙門、糧道衙門、萬壽宮等官方衙署或祠廟。

19世紀中期來到中國的公理会（又作“美部會”）傳教士盧公明（Justus Doolittle）如此形容當時的福州城：
|  | 福州包圍在城牆中，有七個高大的城門，天亮開啟，天黑關閉。從高聳的城門樓上可以觀察和控制城門的進出。城牆上相隔不遠就有一個哨所。城牆六至八米高，四至六米厚，用石料和夯土築成，牆體內外兩面鋪石塊或磚塊，牆頭上有花崗石的垛口。城牆全長約十一公里，牆頭上可以行走，乘轎子轉一圈可以觀察到多姿多彩的市區內外景象。 |

福州府城的十二條主要大街（列表如下）共同構成福州府城的基本空間格局。「街」的兩側，分佈着縱橫各異、長短大小不一的「巷」。清朝末年，閩縣和侯官縣兩個附郭縣的「巷」共有260條。福州府城的「巷」也稱「坊」、「里」，是城內最基本的空間單位，一般由一段面積適中、相對獨立的巷弄及其兩側的屋宅組成。福州府城的「巷」的形制可以是直巷，也可以是曲巷，甚至是禿頭巷，一般有一端臨靠大街，內部往往構成一個相對獨立的空間。
| 福州府城大街     | 福州府城大街                 |
| 街名             | 位置                         |
| ---------------- | ---------------------------- |
| 宣政街           | 自鼓樓前達於還珠門           |
| 南街             | 還珠門達於南門               |
| 新街             | 宣政街之右（今按察司前）     |
| 後街             | 南街之右                     |
| 西門大街         | 橫鼓樓之南，西達於西門       |
| 北街（俗名土街） | 折而北，達於北門（府治之西） |
| 北門後街         | 北街之左                     |
| 東街             | 還珠門之外折而東，達於東門   |
| 仙塔街           | 南達於故津門城               |
| 井樓門街         | 北達於井樓門                 |
| 湯門街           | 達於湯門                     |
| 館前街           | 仙塔街折而西（福星坊內）     |

光緒三十四年（1908年），清廷頒佈《城鎮鄉地方自治章程》，其中規定「凡府廳州縣治城廂地方為城，其餘市鎮村莊屯集等各地方，人口滿五萬以上者為鎮，人口不滿五萬者為鄉」，自治單位範圍同時須「以本地方固有之境界為准」。分屬閩縣與侯官縣的福州府城被組合進同一個「城」自治單位，並建立「閩侯城自治會」。「閩侯城自治會」的相關事權，由「閩侯城議事會」和「閩侯城董事會」兩機關分別承擔。

## 現存城牆
辛亥革命後，隨着近代武器的出現，城垣漸失去軍事上的防禦作用。同時，為了發展交通，福州的城牆在1911年後陸續拆毀殆盡。1913年3月，廢福州府，併閩縣和侯官縣為闽侯县。1946年，析林森縣城為福州市。現存福州府城城牆遺址在于山五一廣場（于山古城牆）、南門兜冠亞廣場（烏山古城牆）、觀風亭公正新村內（公正古城牆）三處，是反映福州古城垣演變的重要史蹟。
1992年，公正古城牆與于山古城牆以“古建築”的名義分別獲登錄為福州市文物保護單位，為59處第三批福州市文物保護單位之一。2008年，有福州市民在拆遷中的湖東路公正農民新村工地發現一段高約4米、長約150米的城牆遺址，當時福州民俗史研究者齊上志稱其應是冶城城牆遺址。2012年，考古人員在福州文儒坊垃圾轉運站舊址的空地的地表之下發現了一段屬於羅城的唐代城牆遺跡與大量宋代房屋遺跡。
公正古城牆是明代福州府城的東城牆，周圍原本是密集的居民區，現存城牆包括地基在內估計有300米長，是福州保存最好的古城牆。于山古城牆長十餘米，在拆除停車場後被發現。城牆使用“丁順砌法”堆砌，讓城牆更牢固。2018年，福州市文物局對于山古城牆遺址實施保護展示提升工程。2019年，福州市文物局對于山古城牆開展二期景觀環境升級改造，改造于山古城牆一帶成展示福州2200多年建城史的遺址公園，設置展示福州城六個歷史時期的城池圖的古城牆演變景牆，並在前廣場的地上鋪設1864年《福建省會城市全圖》地雕，預期6月完工。烏山古城牆遺址長約15米，高約3米，牆分上下兩層，每層1米多高，第二層只剩半堵牆。2019年1月29日，福州市文物局對烏山古城牆遺址為期一個月的改造工程完工，並使之變成微型遺址公園；公園在31日正式對外開放。

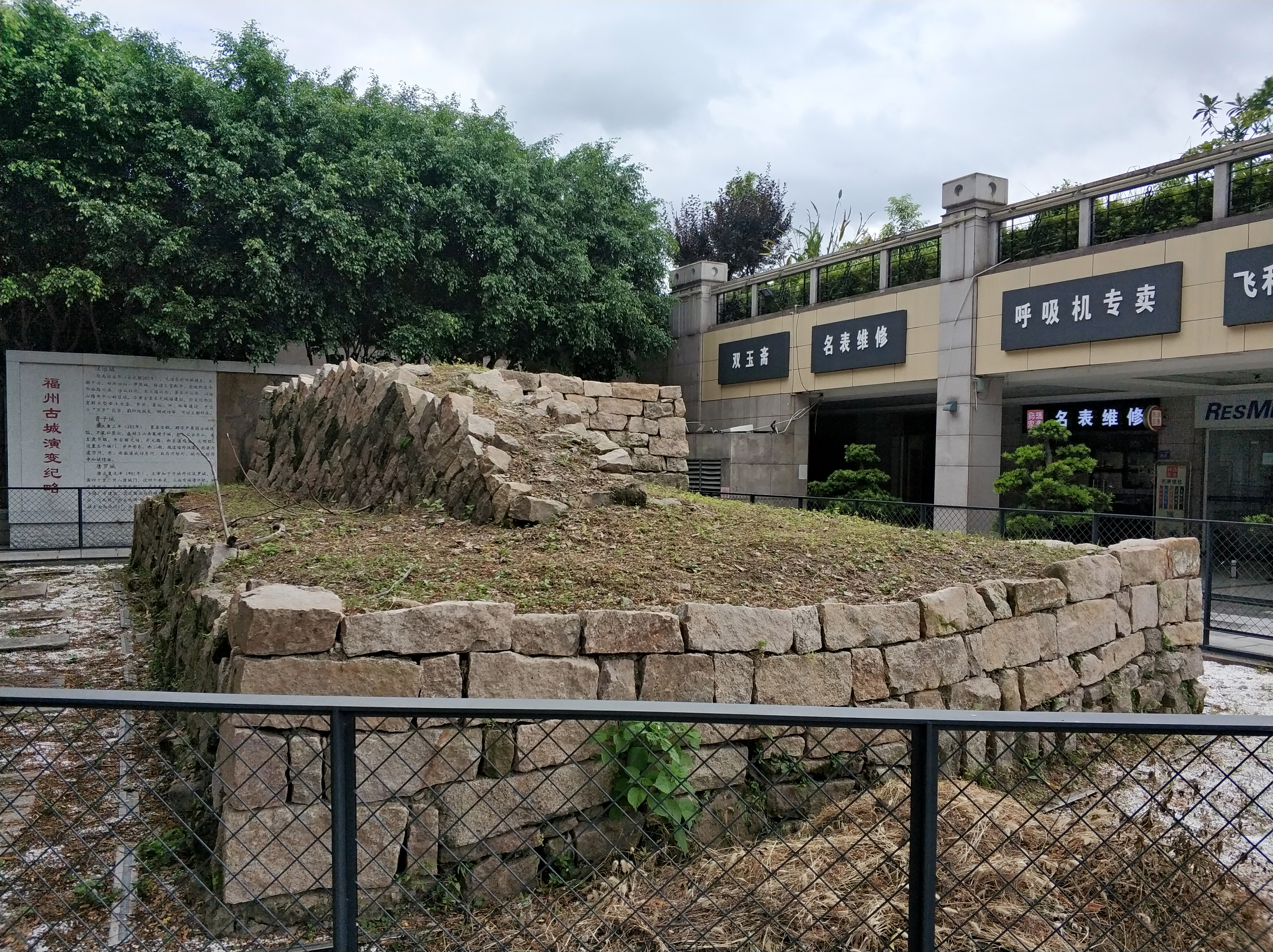
烏山古城牆遺址東側
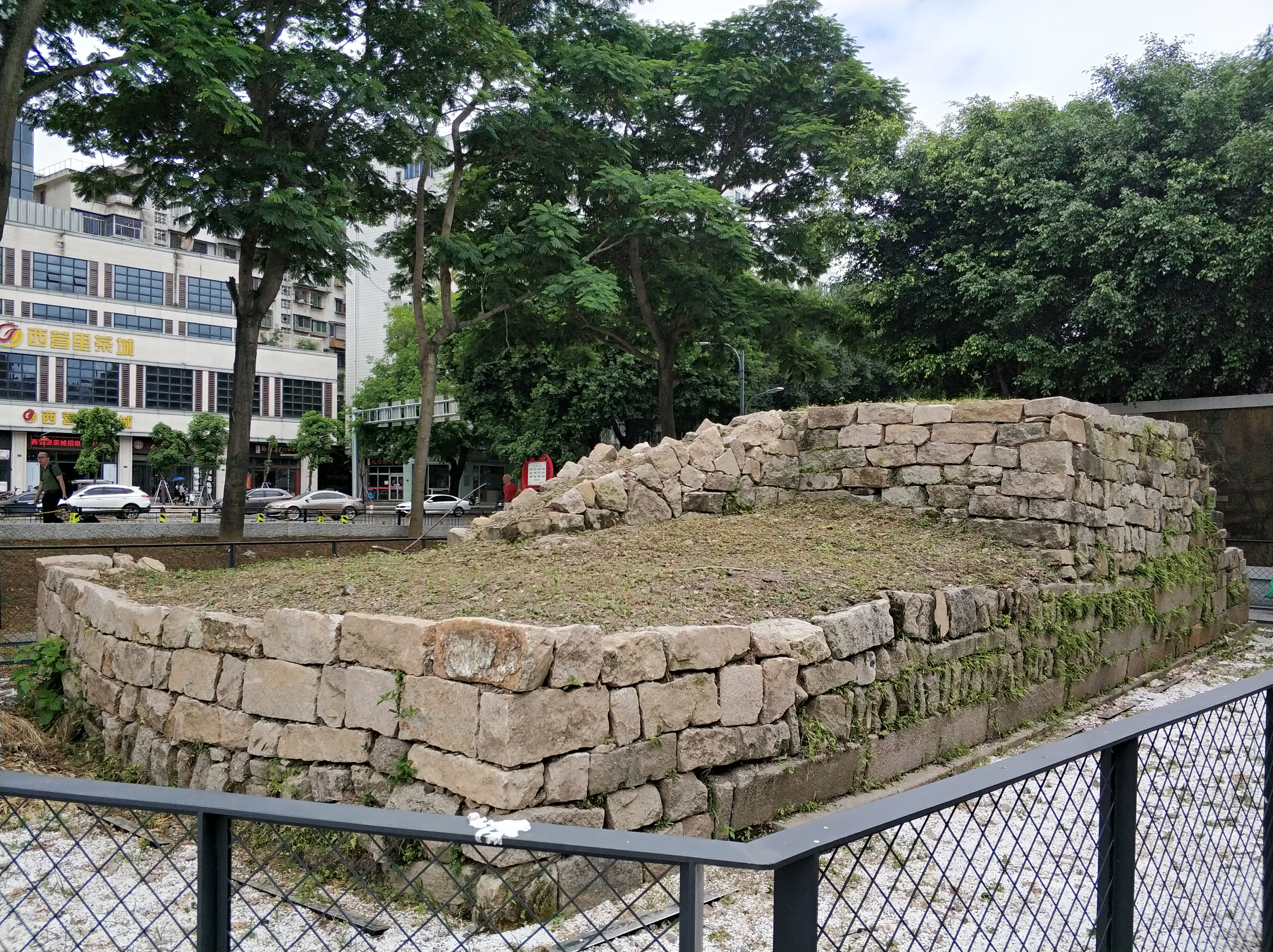
烏山古城牆遺址東北側
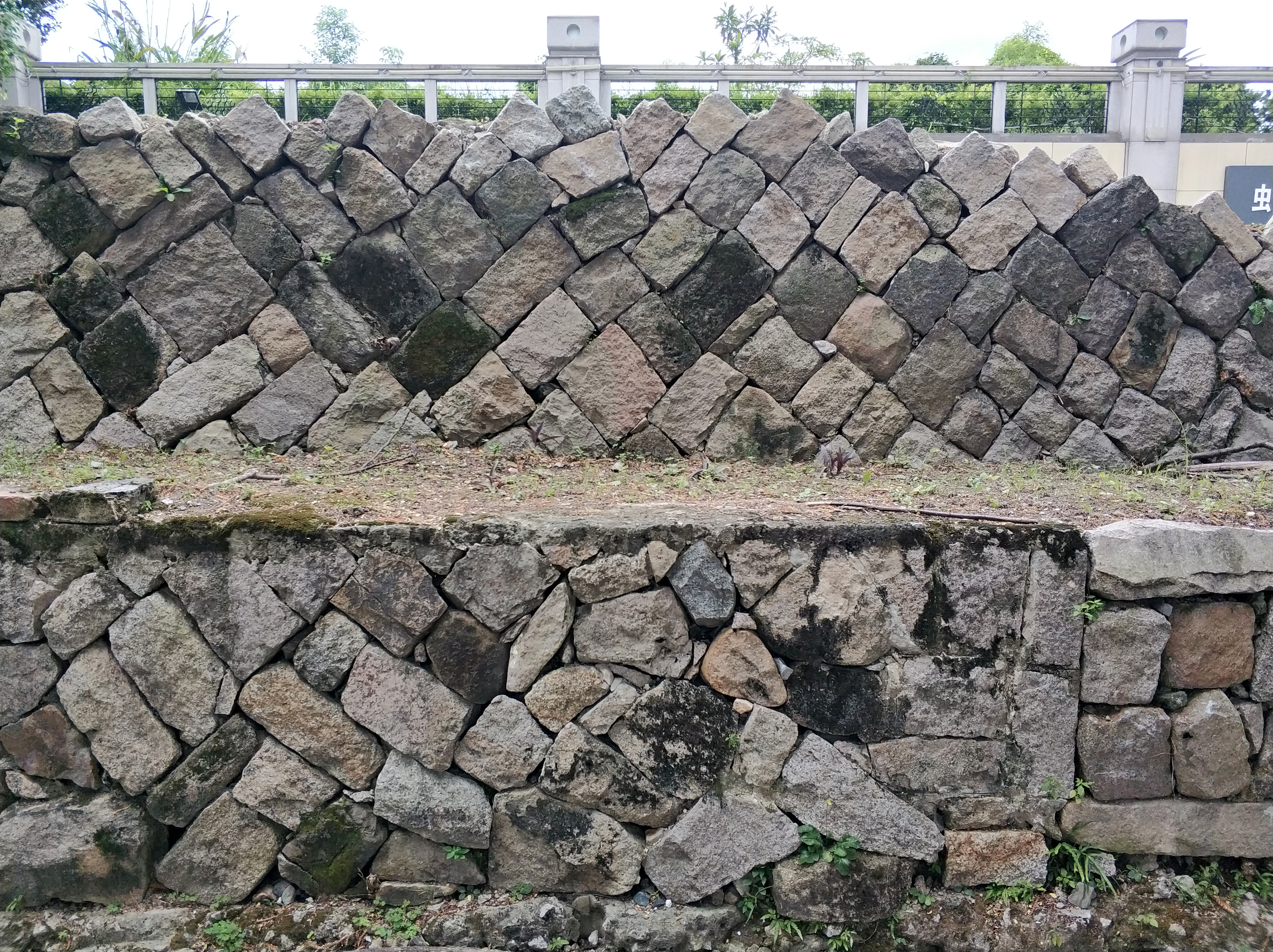
烏山古城牆遺址南側
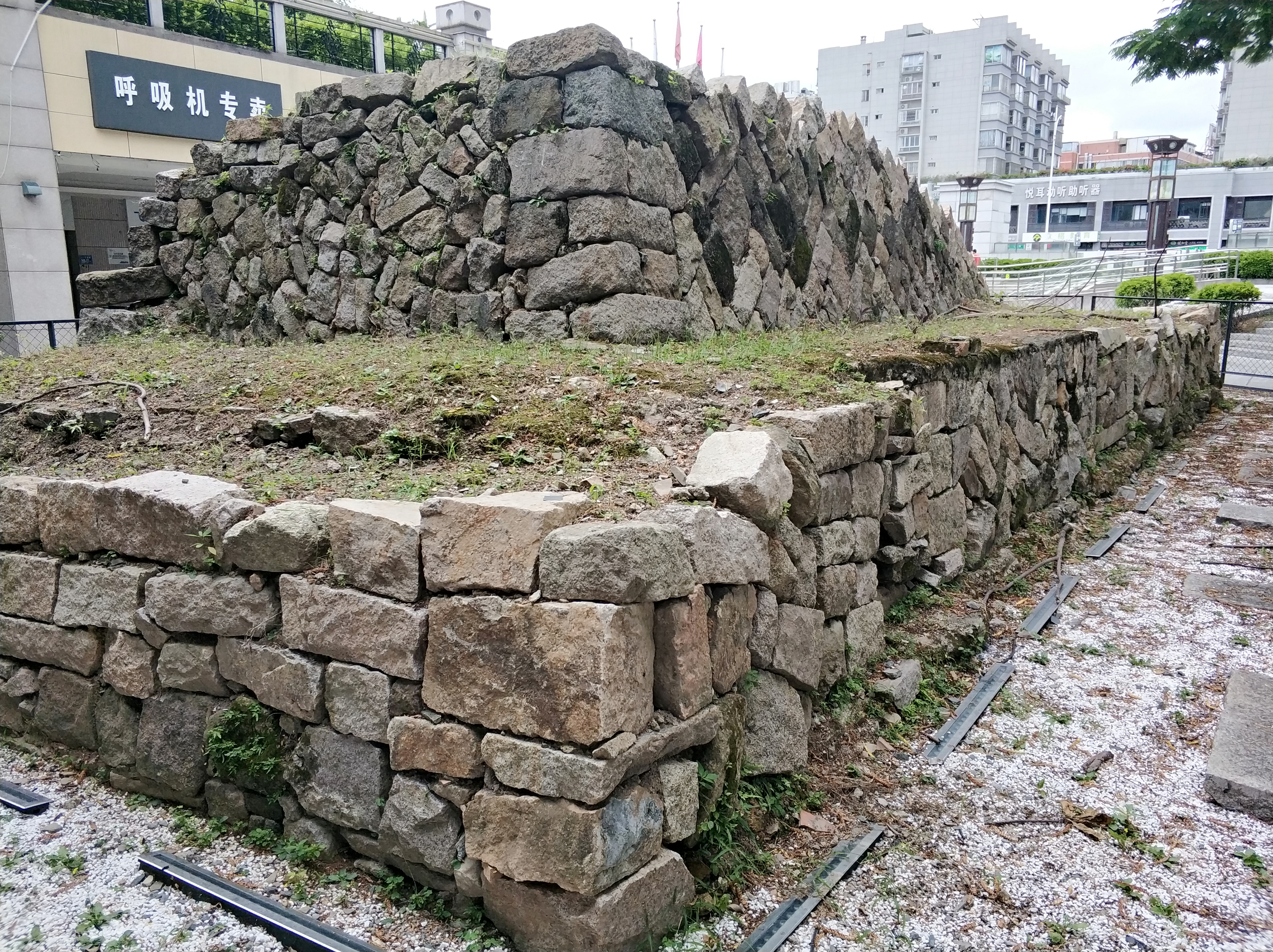
烏山古城牆遺址西南側

## 文化影響

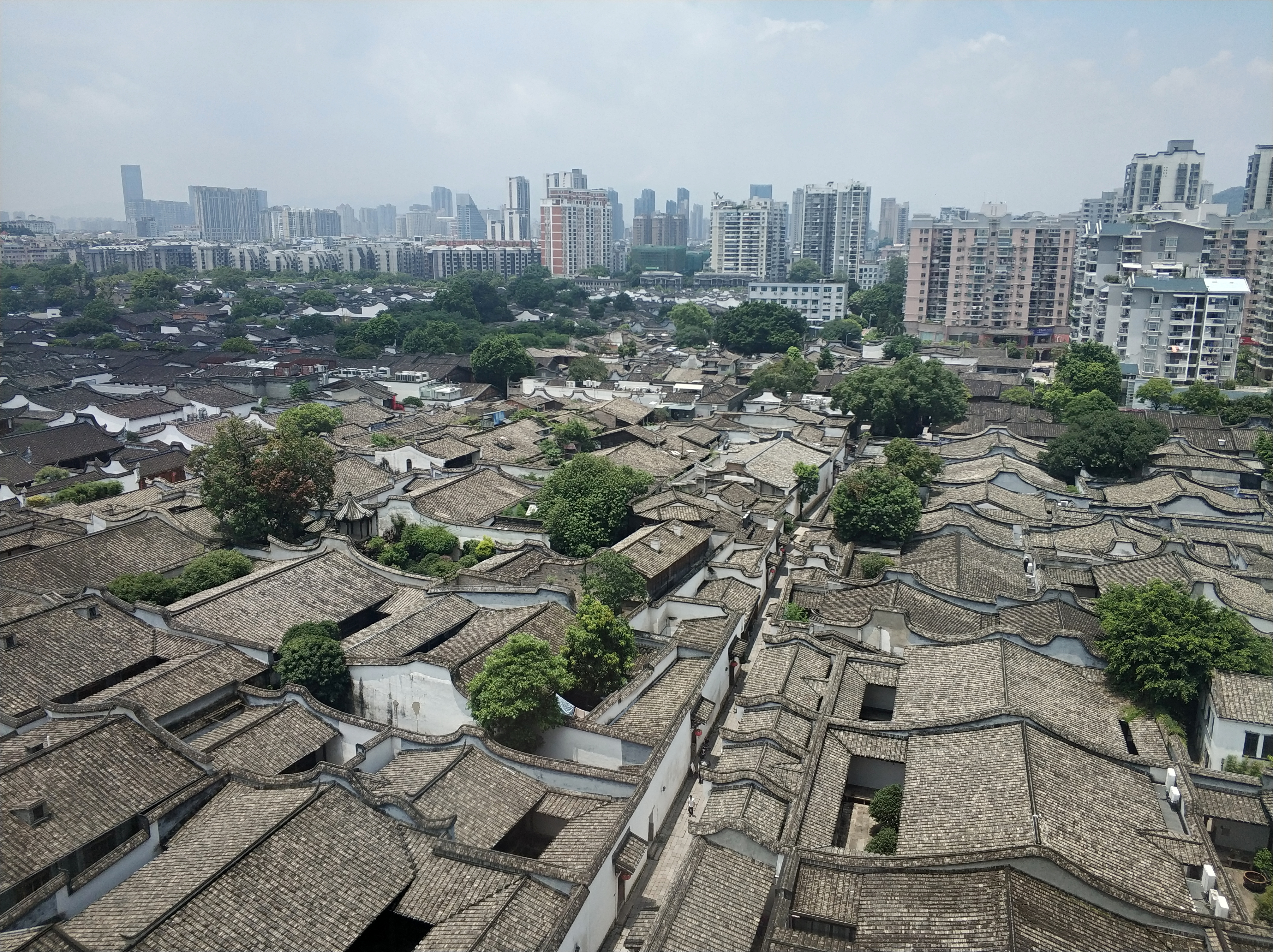
從福州東百中心大廈鳥瞰三坊七巷

福州城是「三坊七巷」及「三山兩塔」的發源地。唐代羅城城南中軸兩邊分段圍築高牆，並形成坊、巷等居民區，也是今日的“三坊七巷”的起源，而三坊七巷和朱紫坊建筑群更於2006年被列为第六批全国重点文物保护单位。唐末五代以來，福州城內即擁有「三山」，故福州又有「三山」的別稱，而羅城、夾城與外城也共同形成福州“三山兩塔”的城市空間格局：南北夾城將屏山的一部和烏山、于山三座山都圍入城內，在夾城和外城的舊基上重建的福州府城亦北跨屏山，南繞烏山和于山。此外，在宋英宗治平年間，福州市民遍種榕樹，至神宗熙寧、元豐之時，「綠蔭滿城，暑不張蓋」，使福州城以及今日的福州也有「榕城」之稱。

### 引用資料
1. ↑  福建掌故编写组 1998，第285頁.
2. 1 2 3 4 5 6 7 8 9  刘 1994，第114頁.
3. 1 2 3 4 5 6 7 8 9 10  刘 1994，第116頁.
4. 1 2  呂 2008.
5. ↑  刘 1994，第115頁.
6. 1 2 3 4 5 6  福建掌故编写组 1998，第19頁.
7. 1 2 3  該社 1990.
8. 1 2  李 & 黄 2012.
9. 1 2 3  孟 1980，第198頁.
10. 1 2 3  刘 1994，第118頁.
11. 1 2  福州市地方志编纂委员会 1998，第8頁.
12. 1 2  福州市地方志编纂委员会 1998，第5頁.
13. 1 2 3 4 5 6 7 8 9 10 11 12  孟 1980，第199頁.
14. 1 2 3 4 5 6  國立暨南國際大學 1999.
15. 1 2 3 4 5 6 7 8 9 10  羅 2018.
16. 1 2 3 4 5  孟 1980，第200頁.
17. 1 2  朱 & 杨 2006，第1944頁.
18. 1 2  綦 2018.
19. ↑  福州市人民政府 2006，第1, 2頁.
20. ↑  李 & 黄 2008.
21. ↑  石 2018.
22. ↑  张 & 管 2017.
23. ↑  綦 2019a.
24. ↑  中新网 2016.
25. ↑  綦 2019b.
26. ↑  国家文物局 2008，第367-371頁.
27. 1 2  福州年鉴编辑委员会 2002，第14頁.